# 人事異動
人事異動（じんじいどう、change in personnel）は、組織の中で職員の配置・地位や勤務状態を変えることである。新規採用や退職も人事異動の一種であり、一年を通して時期を問わず実施されるものであるが、日本国内では年度末（多くは毎年3月末や、事業年度の末日）を中心に実施される。

## 概要
組織には退職（退社）・採用による人の出入りがあるのは当然であるが、それ以外にも定期的または随時、組織内の年齢的・地位的アンバランスを解消するために、組織を構成する職員を適切な位置に配置し直すことが必要になる。総合職の場合、企業内の様々な職務を経験させるために、比較的短期間のうちに、全く畑違いの部署を転々とすることもある。
同一職場への在籍があまりにも長いと、作業や業務のマンネリ化・後進育成の停滞・取引先との癒着・何らかの権限の独占による私的流用といった問題が起こるため、人事異動にはこうした事態を予防・回避する目的もある。また、職場によってはその業務が肉体面・精神面において極端にハードである場合、数年単位で人を入れ替えるという用途もある。
その一方である不祥事について、全く関与していない現任者が責任を取る形で処分を受けるにもかかわらず、当事者である前任者に責任が及ばない事例も多く見られることから、頻繁かつ広範囲な異動は「責任の所在が曖昧になり、職務の専門性が薄れてしまう」という意見もある。この点からその職務に際して非常に高度な専門性が要求される場合は、退職などによる欠員があった場合の補充を除いて意図的に人事異動を行なわない場合もある。
例えば病院の看護師の場合、新人はまず一般内科で様々な年齢の患者・様々なレベルの疾患の看護を経験してから、小児科・外科・精神科といった特殊な科に配属したり、外科が長かった看護師は今度はデリケートな仕事の多い精神科へ、といった形で看護師のオールラウンド的な経験・実務の蓄積のためにという配慮で人事異動をすることもある。大企業や官公庁でも将来の幹部を育てるために、他所の企業や官公庁への派遣・出向を含めて本人の現在の職種とは全く関係のない様々な部署を異動によって経験させるということは決して珍しくない。
しかし同じ病院の現場でも医師の場合は、外科医が加齢によって（目が見えにくくなるなどの理由で）内科医へ転向する一部のケースを除けば担当する科の異動はほとんどない。
また、動物園においても、その飼育が誰にでもできるという動物はあまり多くなく、特にゾウや類人猿といった飼育員の上下関係を見抜く動物、及びジャイアントパンダといった世界レベルで飼育例の少ない希少な動物などは担当者の異動がほとんどない。
異動の要素は職員の年齢・階級・在職年数・健康状態だけでなく、異動先の欠員状況・採用および昇任試験の受験成績・現所属での業績及び賞罰の状況や人間関係・過去数年の休暇の取得状況や普段の勤務態度・所有する資格及び免許・その他の特技など様々な要素が考慮される。
業績が影響した最も顕著な例として、2002年12月にノーベル化学賞の受賞を機に、一社員から役員待遇にまで昇進した島津製作所の田中耕一の例がある。
異動に先立ちその判断材料として、職員本人が希望する部署や家庭状況などについて雇用者側に対して意見を述べる機会を設けている企業・官公庁が多い。しかし、最終的な配置の決定は雇用者側の人事権に基づいて行なわれるため、異動する職員の意見をどこまで考慮するかは雇用者側の裁量に委ねられる（特に総合職である正社員について、多くの企業の就業規則では異動命令を従業員が正当な理由なく拒否した場合、懲戒に処する旨を規定している）。

## 人事異動の種類
- 採用（新規雇用）
- 昇格・昇進（昇任）
- 降格・降任
- 配置換え（配置転換・配転）・転任・転勤
- 出向・労働者派遣
- 解雇・免職
- 退職（定年退職・勧奨退職）

## 日本で人事異動情報検索サービスを展開している民間企業
人事異動情報検索サービスを運営している日本の企業では、次の企業がある。
- 日本ビジネスリード株式会社・・・法人営業の新規顧客開拓ツール：見込顧客リスト自動出力

## そのほか
- 単身赴任
- リストラ
- 栄転・左遷
- 更迭
- 出向
- たらい回し